# Стратоника II
Вижте пояснителната страница за други личности с името Стратоника.
Стратоника II (на старогръцки: Στρατoνικη, Stratonice; † 235 г. пр. Хр.) е принцеса от Селевкидите и царица на Древна Македония през III век пр. Хр.

## Биография
Стратоника II e дъщеря на Антиох I Сотер (281 – 261 г. пр. Хр.) и Стратоника I. Сестра е на Антиох II Теос († 246 г. пр. Хр.), Апама II († убита 258/247 г. пр. Хр.), Селевк († 269 г. пр. Хр. заради вероятно предателство екзекутиран).
Стратоника II се омъжва 250 г. пр. Хр. за цар Деметрий II Етолик от Македония (239 – 229 г. пр. Хр.) от династията на Антигонидите. Тя ражда дъщеря Апама III, която се омъжва за цар Прусий I от Витиния.
През 245 г. пр. Хр. Деметрий II изгонва Стратоника, за да се ожени за Никая, вдовицата на братовчед му Александър от Коринт. През 239 г. пр. Хр. Деметрий II се жени за Фтия/Хриеис, дъщеря на цар Александър II от Епир и има с нея син Филип V Македонски.
През 235 г. пр. Хр. Стратоника II е убита от Селевк II.